# Iglesia de Nuestra Señora de Montserrat
La iglesia de Nuestra Señora de Montserrat es una iglesia de España de estilo barroco localizada en la calle de San Bernardo de Madrid.

## Historia
Fue fundada por Felipe IV para dar acogida a los monjes castellanos procedentes del monasterio de Montserrat que llegaban huyendo de la insurrección en Cataluña. El monasterio de Montserrat era el principal centro benedictino de Cataluña aunque pertenecía a la jurisdicción castellana de Valladolid desde el 1493, cuando 
Fernando el Católico envió 14 monjes de Valladolid e hizo que el monasterio pasara a depender de la congregación de esta ciudad castellana. Los monjes catalanes, que estaban molestos con que su abad fuese casi siempre castellano, aprovecharon la insurrección para expulsar con violencia a los monjes castellanos.

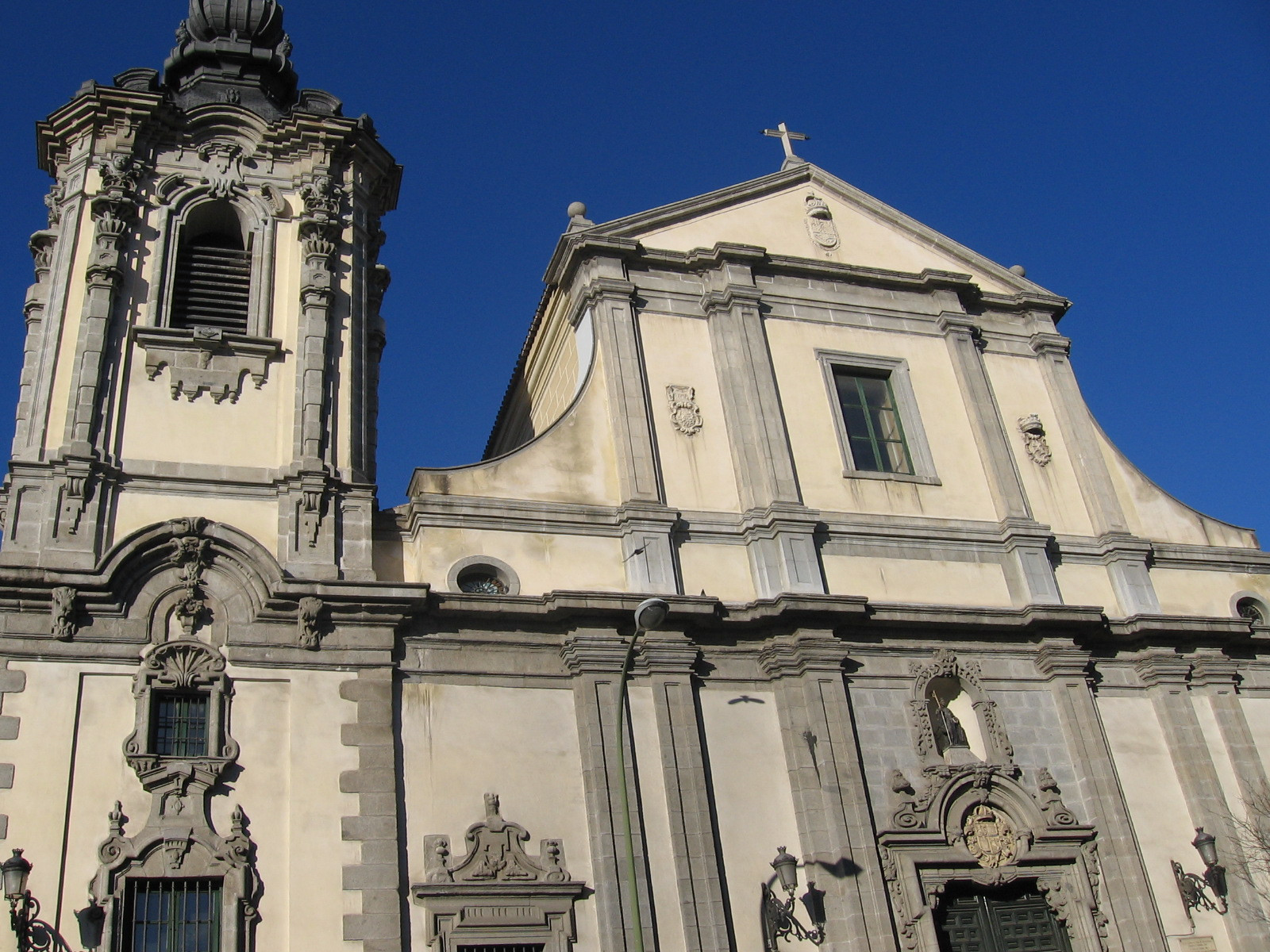
Detalle de la fachada principal

Las obras de la iglesia no comenzarían hasta 1668, reinando ya Carlos II, bajo la dirección de Sebastián Herrera Barnuevo. La aportación económica para dicha construcción fue donada por el ilustre barón de Gilet, en el Reino de Valencia, Pedro Arnaldo Llansol de Romaní y Rabasa de Perellós, a raíz del ascenso de barón a marqués de Llanzol en 1690. La fachada está inspirada en la de la iglesia del Gesù de Vignola y es considerada como la más compleja y elaborada del Barroco local.
Para salvar el desnivel de la calle, Herrera coloca sobre un alto basamento tres cuerpos estrechos con cuerpos mayores y menores presionados entre sí. Las pilastras son de estilo dórico, desdoblándose con frecuencia. Tras el fallecimiento de Herrera en 1671, Gaspar de la Peña seguiría con las obras sin llegar a terminar el presbiterio ni la fachada principal. Las obras serían abandonadas hasta 1716 que las retoma Pedro de Ribera al inicio de su carrera. Ribera respetó la fachada inicial aunque redecoró la puerta y los ventanales. Puede verse la diferencia entre los ventanales de Herrera y los de Ribera cotejando el ventanal clásico del ático central con el resto, adornados con copetes, veneras y otros elementos riberescos.
Al no existir los planos iniciales, se desconoce si las dos torres que en principio estaban contempladas, se debían a Herrera. Sea como fuere, su construcción no se inició hasta 1729, comenzando con la torre del lado de la epístola, y en 1731 se pasó a levantar el primer cuerpo del lado contrario, concluyéndose sólo la primera en 1740. Obra característica del dinamismo decorativo de Pedro de Ribera remata con singular chapitel, dando al conjunto la personalidad y armonía suficientes como para entrar en la historia de la arquitectura madrileña. En su parte superior se abren en cada cara sendos ventanales de medio punto flanqueados por llamativos estípites. El tejado de pizarra se corona con una arandela, una caperuza con un decorativo bulbo y el mencionado chapitel, terminado por una bola del mundo con una cruz.
El templo sólo cuenta en la actualidad con la nave de los pies y sus capillas. Los basamentos que quedan en el interior del monasterio permiten recrear la planta de una iglesia grandiosa que no llegó a ser terminada. Motivos diversos no lograron recabar los ingentes recursos para continuar una obra tan ambiciosa. Faltó construir la gran cúpula del crucero, la cabecera y las sacristías. Su cerramiento actual se realizó en 1986. El planteamiento estilístico de la nave corresponde a una fase evolucionada del barroco español del siglo XVII, consistiendo la contribución de Ribera en el revestimiento ornamental.

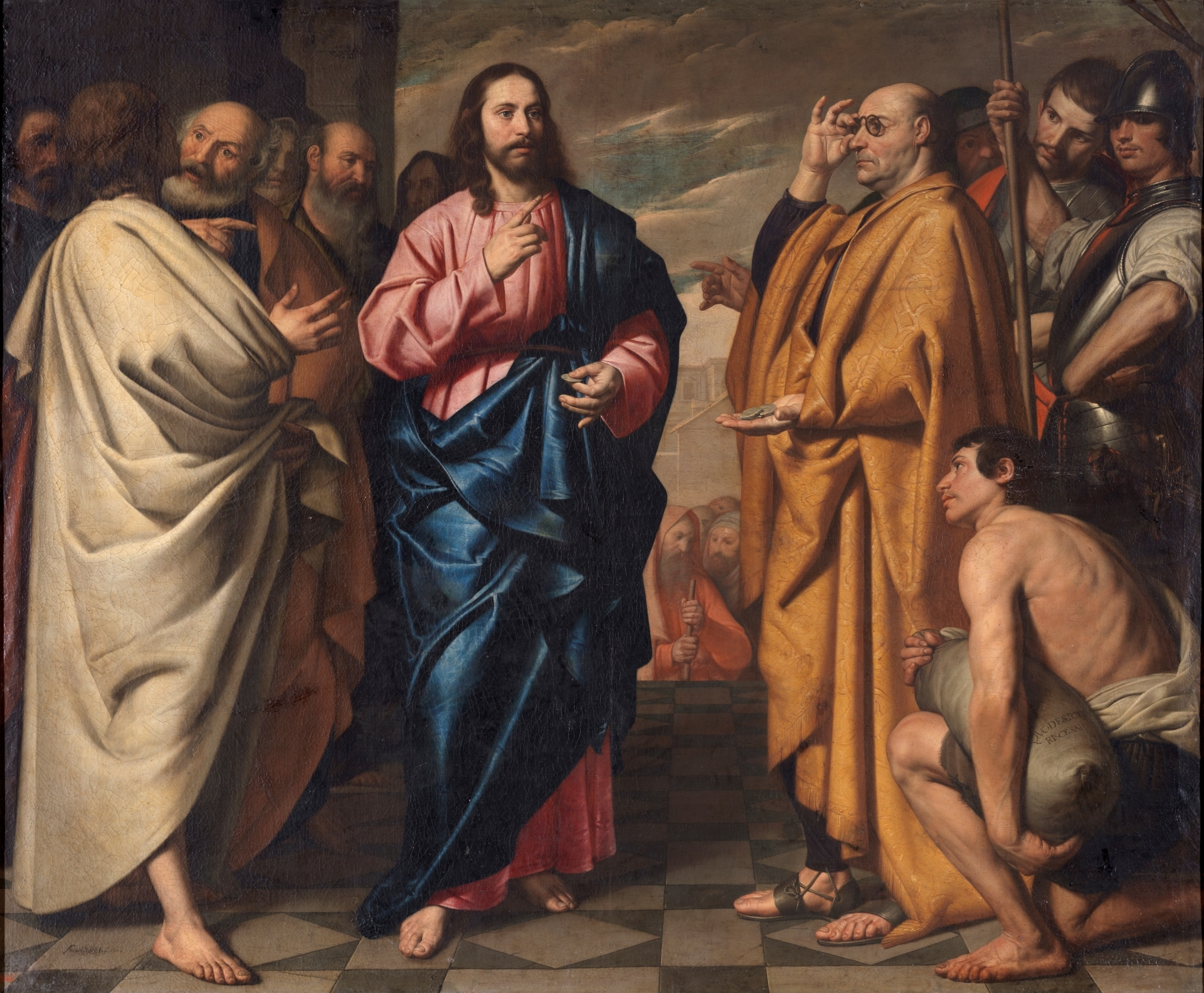
La moneda del César, de Antonio Arias Fernández, antiguamente en la iglesia pero actualmente albergado en el Museo del Prado

El 25 de julio de 1835 un decreto de la Reina suprimía todas las casas religiosas con menos de doce religiosos. Montserrat fue cerrado junto a otros mil conventos y monasterios españoles. El monasterio se convirtió en 1837 en prisión para mujeres con el sobrenombre de La Casa Galera, con el que sería conocida durante el siglo XIX. En 1851 parte del monasterio e iglesia se cedieron a Sor Patrocinio y sus monjas concepcionistas, que fueron expulsadas en 1868. En 1918 la iglesia fue cedida a los monjes benedictinos de Santo Domingo de Silos. El 1 de agosto de 1922 siete monjes de Silos pudieron abrir al culto la nave norte de la iglesia y en 1928 la totalidad de la iglesia. La guerra civil de 1936 interrumpió bruscamente la vida de la comunidad. Los monjes buscaron refugio en casas amigas, el Frente Popular convirtió la iglesia en salón de baile. Tres monjes fueron llevados a la cárcel modelo, luego a Alicante y salvaron su vida. Otros cuatro monjes fueron martirizados. En 1939 de nuevo seis monjes de Silos ocupan el monasterio y en 1953 se les entrega también el resto del mismo que había sido ocupado por la cárcel de mujeres. En 1988, durante el priorato de Norberto Núñez, culmina una restauración completa de todos los edificios bajo la dirección de los arquitectos Antón Capitel, Antonio Riviere y Consuelo Martorell.

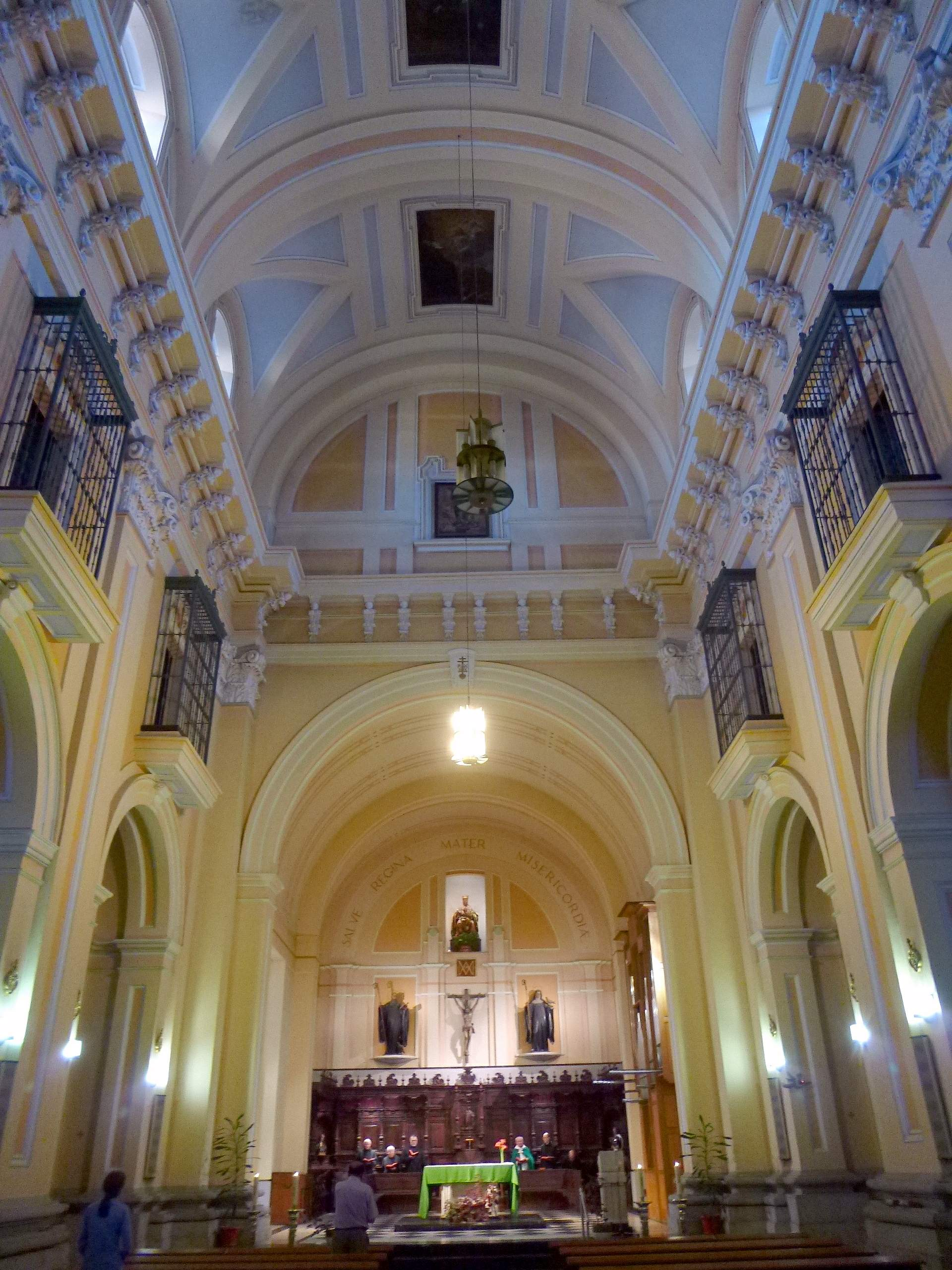
Aspecto del interior del templo

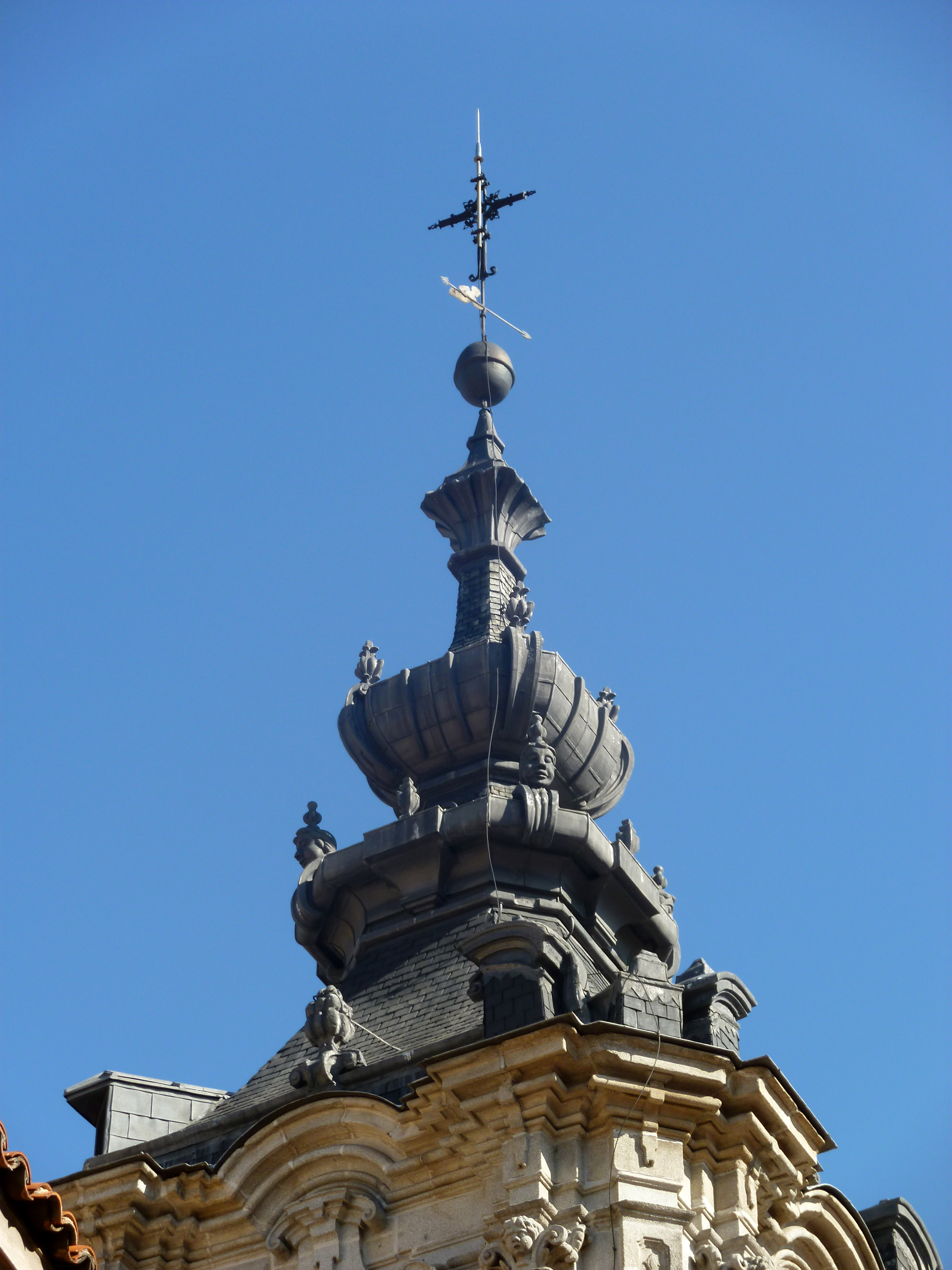
Pináculo del campanario

Antonio Palomino indica que en una de sus capillas se guardaba un crucifijo en madera obra de Alonso Cano, trasladado durante la invasión napoleónica a la Academia de Bellas Artes de San Fernando, que en 1891 lo cedió a los capuchinos de Lecároz, Navarra. También contaba con una bella pintura, La moneda del César, de Antonio Arias Fernández, regalada por la Duquesa de Monteleón, representando a los fariseos en el momento de presentar a Jesús el denario. Este cuadro se encuentra hoy en el Museo del Prado. Otra imagen, muy venerada en esta casa, era la de Nuestra Señora del Mayor Dolor.
En la actualidad cuenta con algunas obras artísticas de mérito, destacando un gran lienzo anónimo del siglo XVIII de curiosa iconografía inmaculista y la talla de la Virgen titular, atribuida a Manuel Pereira. A los pies se encuentra una copia del Cristo de Burgos, talla popular del siglo XVIII. Como su modelo, la imagen tiene a sus pies unos huevos de avestruz que, según la tradición, fueron una ofrenda de un rico comerciante de América. En la novela "Miau" de Benito Pérez Galdós se narra el temor que impone esta imagen con su melena de pelo natural. Las pinturas de las bóvedas, historias de la vida de San Benito, fueron realizadas a comienzos del siglo XVIII por Pedro de Calabria a quien también se encargaron los escudos situados debajo del coro y un cuadro grande de San Basilio, perdido.
En su recinto fue sepultado el literato y Comendador de Calatrava, Luis de Salazar y Castro, cuyo valiosísimo archivo se conservó en el monasterio hasta 1835. Al suprimirse el monasterio esos 49 volúmenes de documentos fueron llevados a la Real Academia de la Historia.
Hace tiempo era costumbre dar un clamor con las campanas todos los días del año al anochecer, por el alma de Felipe IV, por ser esta la hora en que se les comunicó a los benedictinos la muerte del fundador.
Conocida como "el montserratico", es una construcción que según el profesor Bonet no es arquitectura para ser descrita ni fotografiada, sino para ser vista. Actualmente el templo lo ocupan los benedictinos burgaleses de Santo Domingo de Silos, teniendo la condición de priorato. También alberga una residencia para mayores (anteriormente era de estudiantes).